# Séisme de 1985 à Mexico
Le séisme de 1985 à Mexico a lieu le 19 septembre 1985, à 7 h 19, heure locale. Il provoque environ 10 000 morts et 30 000 blessés et des dégâts monstrueux.
C'est un tremblement de terre de magnitude 8,2 sur l'échelle de Richter. L'épicentre du séisme est situé à 350 km au large de la côte pacifique du Mexique, dans la zone de subduction de la plaque de Cocos sous la plaque nord-américaine.
Mexico est alors victime de plusieurs secousses telluriques, d'amplitudes variables. Le centre de Mexico est construit sur d'anciens lacs, dont le lac Texcoco et trois autres plus petits. Le fond de ces lacs était recouvert d'immenses dépôts de sédiments : l'assèchement des lacs au cours des siècles a laissé cette gigantesque masse de dépôts de plusieurs mètres de hauteur, particulièrement sensible aux ondes sismiques.

## Les conséquences

### Démographiques

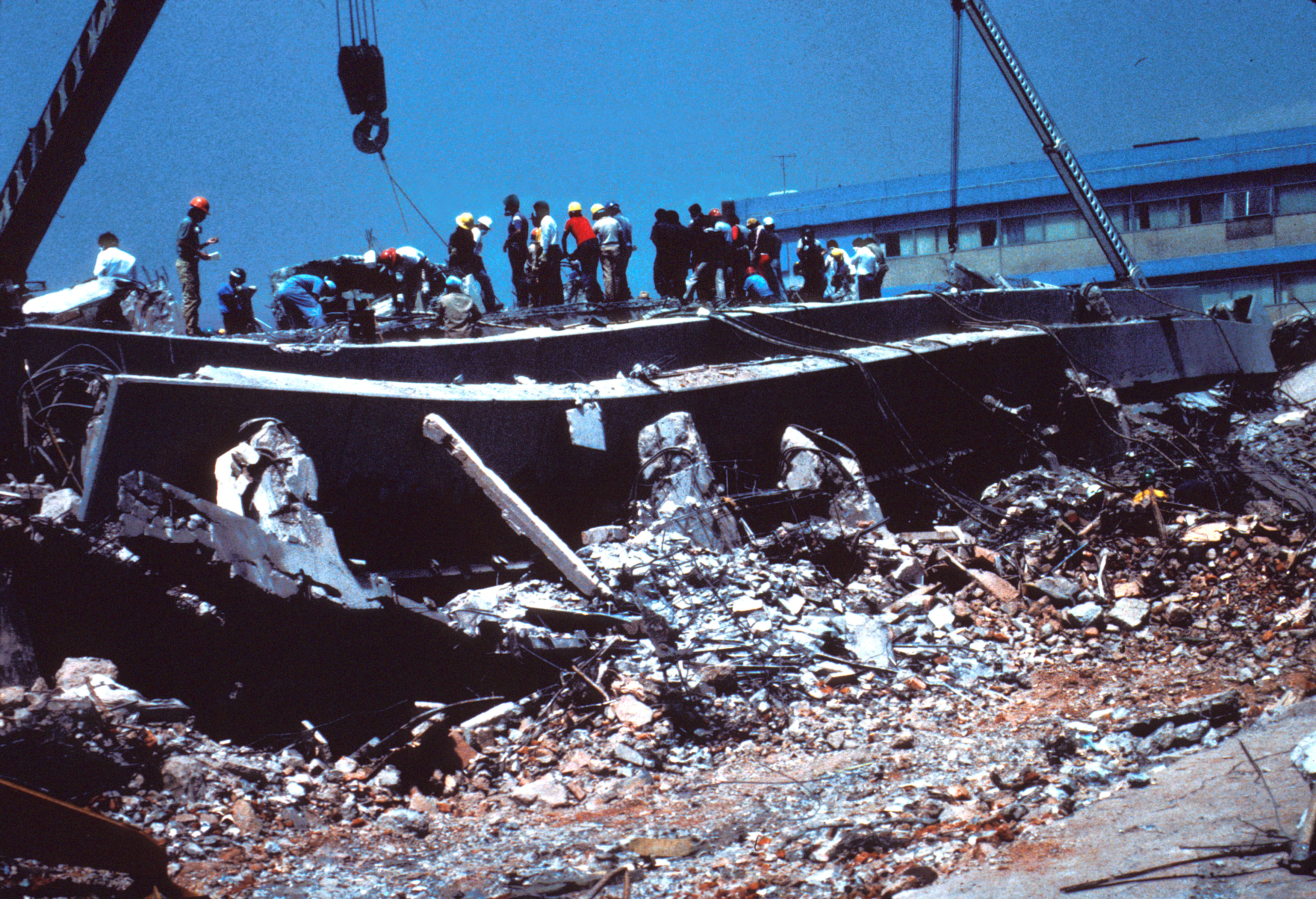
Ruines de l'hôpital général.

Le séisme de 1985 a été un coup de massue : un bilan officiel sera d'environ 10 000 morts et 50 000 blessés, alors que le nombre de 30 000 pertes humaines est aujourd'hui attesté. En outre, plus de 50 000 immeubles sont détruits.
Évaluer l'ampleur des pertes humaines et des dégâts matériels sur l'ensemble du territoire national pour les autorités mexicaines se révéla difficile dans la mesure où la capitale se trouvait à 350 km de l’épicentre.
Les pertes en bâtiments publics sont les plus lourdes : les bâtiments hospitaliers et scolaires sont les plus touchés ainsi que les ministères. Les grands hôtels du centre de la capitale ainsi que les hôpitaux ont donné un plus grand nombre de victimes en raison de leur grande fréquentation au moment de la catastrophe, contrairement aux écoles et aux entreprises. Pour les écoles, on évalue à 500 000 le nombre d'élèves qui se sont retrouvés sans lieu pour étudier. En novembre 1985, ils sont encore 200 000 et ce n'est qu'en février-mars 1986 que la totalité des élèves a retrouvé une école.
Les destructions des bâtiments d'entreprises privées atteignent un peu plus de la moitié de celles des édifices publics. Les grands immeubles construits plus récemment, comme les banques et ceux de la Compagnie pétrolière nationale, ont été épargnés. Les bâtiments de hauteur intermédiaire (6 à 15 niveaux) sont ceux qui se sont montrés les plus vulnérables vis-à-vis de la secousse. À l'époque, les chiffres officiels font état de 412 immeubles totalement détruits et 3 124 partiellement endommagés.
Les immeubles d'habitations constituent financièrement moins de 25 % des destructions, soit 100 000 logements inutilisables ou détruits, ce qui aurait affecté 500 000 personnes. Dans le quartier de Tlatelolco, parmi les immeubles détruits figure l'édifice Nuevo León, un symbole de la croissance économique des années 1960. Durant l'hiver 1985-1986, 30 000 personnes auraient été accueillies par les foyers d'accueil et 12 000 personnes auraient continué à vivre dans des campements installés à proximité de leurs anciens logements jusqu'au printemps 1987. Les autres auraient bénéficié d'un appartement construit par le secteur public ou auraient utilisé leurs propres moyens pour reconstruire ou retrouver un logement. Jusqu'en mai 1987, 40 000 logements ont été construits.

### Politiques
Le gouvernement de Miguel de la Madrid est sorti très affaibli par cet évènement. « Étalées aux yeux du monde, les carences du gouvernement scandalisèrent la population. Tous se rendirent compte qu'il n'existait aucun plan d'urgence pour faire face aux conséquences d'un tremblement de terre », note l'historien Serge Gruzinski. Le président mexicain avait pourtant bien prévu le plan DN 13 qui consistait à faire intervenir les forces armées pour secourir la population en cas de sinistre. Mais ce plan n’a pas été exécuté au moment du séisme, l’armée ayant été déployée beaucoup plus tard après les secousses. Celle-ci a aussi perdu beaucoup de sa popularité. Cependant, soucieux de rassurer l'opinion publique, le gouvernement a réquisitionné cinquante mille fonctionnaires fédéraux pour aider aux secours ou les mener. Par ailleurs, les habitants de la capitale jugèrent que la réglementation des constructions n'était pas assez respectée, ce qui a été validé par des experts en construction. Des associations de sinistrés se sont en effet organisées et ont constitué des groupes de pression face aux pouvoirs publics. En raison de cette suspicion de corruption au sein des organismes qui auraient dû faire appliquer cette réglementation, une commission parlementaire s'est proposée de déterminer le degré de responsabilité de certains constructeurs privés, de promoteurs et de fonctionnaires.
Une commission nationale de la reconstruction et six comités auxiliaires sont mis en place le 9 octobre 1985 par le président mexicain pour en finir avec un centralisme excessif et faire participer le secteur privé à la reconstruction. Le gouvernement décide d'exproprier 250 hectares dans environ 70 quartiers de la ville pour reconstruire mais se heurte au refus des associations de locataires qui exigent que leurs membres soient relogés dans le même quartier. Le gouvernement a par ailleurs entrepris un certain nombre de démarches auprès du FMI et de la Banque mondiale pour reporter le paiement des intérêts de sa dette.
Des militants de gauche parfois passés par la guérilla créent l'association Asamblea de barrios pour défendre le droit au relogement des victimes du tremblement de terre.

### Juridiques
L'enquête qui a suivi le tremblement de terre a établi que la quasi-totalité des bâtiments détruits étaient de construction récente, de moins de 30 ans et présentant des structures inadéquates. En cause : l'absence de norme pour réguler les constructions, avec la corruption concernant l'émission des permis de construction et une planification déficiente dans l'exécution des ouvrages. Plusieurs structures plus anciennes ont résisté, construites entre les XVIe et XXe siècles, comme la cathédrale métropolitaine de Mexico, le Palais national et le bâtiment abritant le Nacional Monte de Piedad.
En dépit des preuves, dans la plupart des cas, aucune procédure pénale n'a été ouverte contre les responsables de ces actes de négligence. Particulièrement grave est le cas de la compagnie de construction d'état (CAPFCE) chargée de l'édification des écoles et dont les dirigeants restent impunis malgré le nombre élevé de dégâts et de victimes.

### Économiques
Le FMI aurait été le premier à proposer aux autorités locales un prêt d’urgence au lendemain de la première secousse alors qu'il avait refusé quelques heures auparavant au Mexique les crédits pour honorer sa dette mais ce, en raison des conditions de l’emprunt. Le drame survient lorsque le pays connaît de graves difficultés économiques : une dette de 96 milliards de dollars, une inflation qui atteint presque les 60 % et un tourisme moins florissant. Cette crise a fait diminuer le pouvoir d’achat de 40 % à 50 % en seulement trois ans.
Après le séisme, il y a eu coupure de toute communication pendant près de 24 heures dans tous les centres d'activités économiques. La catastrophe force au chômage nombre de personnes qui avaient un emploi dans tous les secteurs d'activités. Les bureaux sont inaccessibles ou fermés pour cause d'incertitude sur la solidité des immeubles qui les abritent. Beaucoup d'usines tournent au ralenti, les ouvriers étant en ville lors du sinistre. Le réseau de distribution d'eau ne fonctionne qu'à 60 %. C'est le sud de la ville qui est principalement affecté par les ruptures de canalisations. Dans les télécommunications, les télex et le téléphone urbain sont rétablis à 95 %, les liaisons téléphoniques avec la province se situent à 20 % de leur capacité antérieure et à 5 % seulement pour les communications internationales.
Le Mexique refuse l'aide en matériel lourd de Washington, celle de  l’Espagne mais accepte celle de la France qui envoie des tonnes de médicaments. Selon l'ambassadeur américain à Mexico, John Gavin, 4 milliards de dollars seraient nécessaires à la reconstruction de la ville (reconstruction, rétablissement du réseau de distribution d'eau, nouveaux standards de télécommunications, etc.), un chiffre qui est contesté par le gouvernement mexicain.

## Autres villes
Le séisme a également particulièrement touché les États de Guerrero, de Michoacán, le sud de l'État de Jalisco. Pour ce dernier, aucune autorité n'a su réagir face au drame. Les chiffres officiels indiquent que le séisme a blessé 750 personnes et occasionné 36 décès. Le séisme a aussi détruit 5 900 logements particuliers et en a laissé 21 000 endommagés.